# Microphtalmie
 Mise en garde médicale
La microphtalmie est la réduction des dimensions du globe oculaire dans ses différents diamètres, due à une anomalie congénitale. Il s'agit d'une malformation congénitale rare, estimée, en France, entre une naissance sur 10 000 et une sur 100 000 pour les cas extrêmes, qui peut être unilatérale ou bilatérale. Elle peut être une cause de la cécité chez l'enfant, jusqu'à 11 % des cas. La microphtalmie peut être de degré variable, allant d'une diminution du globe oculaire à l'absence de globe oculaire fonctionnel. La malformation peut être totalement isolée ou associée dans un syndrome polymalformatif.

## Diagnostic

### Anténatal
Le contrôle échographique du développement de l'œil au cours de la grossesse, et en particulier de l'échographie morphologique, concerne essentiellement la présence et la taille des globes.
Le diagnostic anténatal permet parfois d'exclure d'autres malformations.

### Postnatal
L'œil désigne d'un point de vue anatomique l'ensemble des structures que sont le globe oculaire, la paupière, les cils, sourcils, glandes lacrymales, la zone de l'orbite, etc. La microphtalmie peut être de degré variable, allant d'une diminution du globe oculaire à l'absence de globe oculaire fonctionnel. Le globe oculaire présente parfois un colobome (irien, rétinien), une cataracte partielle ou totale, une persistance du vitré primitif. Il peut avoir entrainé un retard de croissance de l'orbite et de la paupière.
Les microphtalmies sont beaucoup plus fréquentes que les anophtalmies. Elles sont également de plusieurs types[source insuffisante] :
- Les microphtalmies avec œil kystique, qui résultent de la non-invagination de la vésicule optique primitive à la 4e semaine de vie intra-utérine. La taille de l'œil est variable, allant de l’anophtalmie apparente à un globe de petite taille ;
- les microphtalmies colobomateuses, de loin les plus fréquentes, dues à un défaut de fermeture de la fente embryonnaire à la 7e semaine de vie intra-utérine. La taille de l'œil est variable, allant de l’anophtalmie apparente au simple colobome irien ou choriorétinien sans réduction de taille, visible par échographie prénatale du globe oculaire ;
- les microphtalmies non colobomateuses, qui se constituent après fermeture de la fente embryonnaire, soit après la 7e semaine de vie intra-utérine. Elles peuvent être pures (simple réduction du globe oculaire dont les éléments ne sont pas malformés), compliquées d’autres anomalies oculaires (dystrophies cornéennes, cataracte, persistance de la membrane pupillaire, du vitré primitif, dysplasie rétinienne...), ou bien encore compliquées d’anomalies viscérales diverses, entrant alors dans le cadre des polymalformations.

La malformation peut être totalement isolée ou associée dans un syndrome polymalformatif. Les personnes peuvent aussi avoir une malformation rénale, un problème de retard mental ou de retard moteur dû à un corps calleux épais.

## Causes de la malformation
Les causes sont très mal connues. Dans les cas isolés, il peut s'agir d'un problème de développement de l'œil causé par une mutation génétique mais non héréditaire (donc non transmissible). Chez certaines personnes, une mutation en mosaïque a pu être trouvée sur un gène impliqué dans le développement de l’œil.
La toxoplasmose peut être à l'origine d'une microphtalmie. Lors de la grossesse, une infection aigüe de la mère au premier trimestre peut affecter l'embryon et produire une atteinte oculaire, telle que la micropthalmie[réf. souhaitée].

## Hérédité sur les cas de microphtalmie postérieure
Il a été montré que le gène PRSS56 joue un rôle dans l'apparition de la microphtalmie postérieure.

## Prise en charge

### Diagnostique
Elle est spécialisée et multidisciplinaire. Elle nécessite une collaboration entre le généticien, le chirurgien ophtalmologique / plastique si nécessaire et le médecin généraliste ou pédiatre.
La prise en charge est très spécialisée. Elle nécessite de rencontrer un généticien d'un centre de référence des maladies rares que l'on retrouve dans les grands centres hospitaliers.
Le généticien confirmera la microphtalmie et recherchera d'autres symptômes et signes en faveur d'un syndrome polymalformatif.

### Pronostique et fonctionnelle
Un examen précoce du globe oculaire peut comporter l'estimation du potentiel visuel de l'œil, le traitement des éventuelles autres malformations tout en tenant compte de la microphtalmie et de la fragilité de l'œil, un suivi régulier de sa croissance et la prise en charge des répercussions esthétiques. 
Il est possible de faire appel à un centre de référence des maladies rares en ophtalmologie, comme celui de l'hôpital Necker-Enfants malades à Paris.
Du point de vue esthétique, il est possible, voire souhaitable (selon le degré de microphtalmie), qu'une prothèse oculaire soit portée afin de corriger la différence de volume du globe oculaire. Ces prothèses sont fabriquées sur mesure par des ocularistes.
Dans le cas de microphtalmie extrême ou d'anophtalmie (unilatérale et bilatérale), l'asymétrie et la dysmorphie faciales sont telles qu'une prise en charge précoce est nécessaire à partir de 5 semaines de vie. Le changement régulier de prothèses de plus en plus grandes permet alors d'accompagner la croissance du visage dans la petite enfance.

### Psycho-sociale
- Rencontre avec une psychologue : en cas de troubles mentaux associés, de retard mental ou de difficulté psychologiques de l'acceptation du handicap
- Une assistante sociale pour adapter la scolarité en cas de déficit visuel ou de retard mental, évaluation du handicap avec l'équipe, demande de prise en charge par la Maison départementale des personnes handicapées
- Association de malades : pour partager l'expérience avec d'autres personnes atteintes, avec des parents., pour avoir des astuces pour gérer le quotidien, pour mieux connaître les réseaux de prise en charge adaptés[4],[5].
- Rencontre avec un médecin du travail : adaptation du poste de travail au handicap.